# SSH
 (енгл. Secure Shell) је мрежни протокол који корисницима омогућава успостављање сигурног комуникацијског канала између два рачунара путем несигурне рачунарске мреже. Традиционални мрежни протоколи као што су TELNET, FTP, RSH и други, иако су врло практични и једноставни за коришћење, уједно садрже и један велики недостатак који почиње представљати све веће ограничење за њихово коришћење.
Ради се о врло ниском нивоу сигурности који је имплементиран код већине такозваних „старијих“ мрежних протокола, будући да се у време њиховог настанка није превише пажње обраћало на сигурност рачунарских система. У данашње време када сигурносни аспект представља један од најважнијих елемената сваке рачунарске мреже тај проблем свакодневно долази све више до изражаја.

## Карактеристике
протокол свој рад базира на коришћењу комбинације симетричне и асиметричне криптографије, метода енкрипције које омогућују сигурнији пренос података рачунарском мрежом.
SSH омогућава безбедну комуникацију између два рачунара. Та комуникација може да се искористи за обезбеђивање приступа командној линији, копирање фајлова, као и сваки генерички пренос података. То се постиже коришћењем тзв. тунела кроз мреже. Протокол обезбеђује аутентификацију обе стране у комуникацији, транспарентну енкрипцију пренесених података, обезбеђујући њихов интегритет, и опционо компресију. Подразумевано сервер слуша на порту ТЦП/22.